# Inabaia
Inabaia là một chi bướm đêm thuộc họ Noctuidae.